# Aadujeevitham
Aadujeevitham(em inglês: The Goat Life’) é um drama de 2024 produzido em língua malaiala, baseado no livro best-seller de 2008 Aadujeevitham, que conta a história real de Najeeb, um trabalhador imigrante malaiala na Arábia Saudita. O filme é estrelado por Prithviraj Sukumaran, Jimmy Jean-Louis e KR Gokul nos papéis principais e foi proibido em alguns países do Golfo Pérsico por sua crítica a situação dos trabalhadores migrantes nos países do Golfo.   

## Sinopse
Na Arábia Saudita, Najeeb Muhammed e Hakim, dois imigrantes malaios, chegam em busca de uma vida melhor com vistos arranjados por seu conhecido Sreekumar. Presos no aeroporto sem conhecer seu empregador, eles são abordados por um árabe local que erroneamente assume que ele é seu chefe. Após uma longa jornada, eles são separados, com Najeeb deixado para trabalhar em um deserto remoto pastoreando cabras.   
Suportando condições duras e isolamento, Najeeb testemunha a morte de um colega pastor de cabras , percebendo o perigo de sua própria situação. Após anos de sofrimento, ele se reencontra com Hakim, que o apresenta a Ibrahim Khadiri, um pastor de cabras somali com conhecimento de rotas de fuga. Eles aproveitam uma oportunidade durante o casamento da filha de Khafeel, fugindo para o deserto.    
A jornada deles se torna perigosa enquanto eles lutam para encontrar sustento e direção, resultando na morte de Hakim e na quase morte de Najeeb. Eventualmente, Khadiri também desaparece. Sozinho no deserto, Najeeb eventualmente alcança a civilização com a ajuda de um árabe que passava, e encontra um restaurante malaiala local de propriedade de Kunjikka, que cuida dele até que ele recupere a saúde.    
No entanto, os problemas de Najeeb estão longe de acabar. Ele enfrenta prisão devido a seus próprios problemas de documentação e conhece o Khafeel, que o deixa, pois não é seu patrocinador oficial e não pode levá-lo de volta. Apesar desse contratempo, Najeeb eventualmente retorna para casa.   
um filme de três horas, retrata a vida de Najeeb Muhammad, um jovem simples do estado de Kerala, no sudoeste indiano, que sonha em ir para o exterior para garantir um futuro melhor para seu filho ainda não nascido. Segundo a história, Najeeb e seu irmão mais novo lutam para reunir o dinheiro necessário para obter um visto para um país do Golfo. Depois de muitas dificuldades, eles conseguem um emprego em uma empresa saudita e suas vidas começam a parecer um sonho róseo – até chegarem ao aeroporto de Jeddah. Aqui, suas vidas tomam uma reviravolta dramática quando o patrocinador de Najeeb, ou “kafeel”, o força a viver sozinho no deserto, tendo apenas cabras como companhia. O filme mostra como, com o passar do tempo, Najeeb se torna uma das cabras, perdendo todo o senso de emoção, de tempo e até mesmo a vontade de falar ou pensar.   

## Elenco
É estrelado por Prithviraj Sukumaran, Jimmy Jean-Louis e KR Gokul nos papéis principais, com Talib Al Balushi, Rik Aby, Amala Paul e Shobha Mohan em papéis coadjuvantes.    
- Prithviraj Sukumaran como Najeeb Muhammed
- KR Gokul como Hakeem
- Amala Paul como Sainu, esposa de Najeeb
- Jimmy Jean-Louis como Ibrahim Khadiri
- Shobha Mohan como Ummah, mãe de Najeeb
- Talib Al Balushi como Kafeel
- Rik Aby como Jasser
- Nasar Karutheni como Kunjikka
- Robin Das como Hindiwala
- Baburaj Thiruvalla como Karuvatta Sreekumar
- Akef Najem como Homem Rico em Rolls Royce

## Direção e produção
O filme foi escrito, dirigido e coproduzido por Blessy e é uma coprodução internacional envolvendo empresas na Índia e nos Estados Unidos.    

## Crítica
Segundo a BBC, o filme foi muito bem recebido pelo público, arrecadandoo mais de 870 milhões de rúpias (US$ 10,4 milhões; 60 milhões de reais) na primeira semana em todo mundo. "Os críticos o chamaram de 'drama de sobrevivência impressionante' e o classificaram de 'retrato cinematográfico de luta brutal'", escreveu a publicação. 

### Nos países do Golfo
O filme foi inicialmente proibido nos países do Golfo Pérsico, exceto nos Emirados Árabes Unidos, mas posteriormente a proibição foi suspensa em todos os países, exceto no Kuwait e na Arábia Saudita.   

#### Na Arábia Saudita
Embora o filme esteja disponível na Netflix desde 19 de julho, a reação saudita só começou com a adição de legendas em árabe, o que chamou a atenção do público do Golfo para o filme. O sucesso significativo do filme e o debate global que suscitou também despertaram a atenção do mundo árabe, especialmente da Arábia Saudita, para o filme.    O Global Voices é uma fonte livre, que permite a cópia
Alguns sauditas criticaram o filme antes mesmo de assisti-lo, sentimento que ficou evidente na plataforma de mídia social X (antigo Twitter), onde usuários sauditas lançaram ataques ferozes ao filme e aos seus criadores, fazendo circular muitas alegações falsas sobre a produção - por exemplo: muitas postagens e tweets alegaram falsamente que o filme foi filmado nos Emirados Árabes Unidos, levando a críticas tanto dos Emirados Árabes Unidos quanto de Omã, terra natal do segundo ator principal do filme.   